# Mariana Costa
Mariana Andrade Costa, detta Mari Paraíba (Campina Grande, 30 luglio 1986), è una pallavolista brasiliana.
Gioca nel ruolo di schiacciatrice.

## Carriera
La carriera di Mariana Costa, detta Mari Paraíba, inizia quando entra nel settore giovanile del BCN nel 2000. Nel 2004 viene promossa in prima squadra, disputando due finali di Superliga contro il Rio de Janeiro e vincendo la prima. Si aggiudica anche due edizioni del Campionato Paulista e tre edizioni della Coppa San Paolo. Le tre stagioni successive gioca con altrettanti club: il Pinheiros, con cui si aggiudica la sua terza coppa statale; il São Caetano; ed il Mackenzie, con cui vince il Campionato Mineiro.
Nella stagione 2009-10 ritorna al São Caetano, vincendo per la quarta volta la Coppa San Paolo e classificandosi al terzo posto in Superliga. La stagione successiva gioca col Macaé e nel 2011-12 viene ingaggiata dal Minas. Nel 2011 fa parte della nazionale brasiliana universitaria che prende parte e vince la XXVI Universiade. Nel 2012 posa senza veli per l'edizione brasiliana di Playboy del mese di luglio. Poco dopo annuncia il ritiro, forse temporaneo dalla pallavolo, per tentare la carriera di conduttrice televisiva.
Nella stagione 2013-14 torna a giocare a pallavolo col Barueri, mentre nella stagione successiva, dopo aver giocato il solo Campionato Paulista col Bauru, ritorna al Minas per due annate; nel 2015 fa il suo debutto nella nazionale brasiliana, vincendo la medaglia d'argento ai XVII Giochi panamericani e l'oro al campionato sudamericano 2015, mentre nel 2016 si aggiudica la medaglia d'oro al World Grand Prix.
Nella stagione 2016-17 gioca per la prima volta all'estero, approdando in Svizzera al Volero Zurigo, club impegnato in Lega Nazionale A col quale vince tutte e tre le competizioni nazionali, tuttavia già nell'annata seguente fa ritorno in patria, ingaggiata dall'Osasco, dove resta per un biennio aggiudicandosi la Coppa del Brasile 2018.
Per la stagione 2019-20 si trasferisce in Italia per disputare la Serie A1 con la Pro Victoria.

## Palmarès

### Club
- Campionato brasiliano: 1

2004-05
- Campionato svizzero: 1

2016-17
- Coppa di Svizzera: 1

2016-17
- Coppa del Brasile: 1

2018
- Supercoppa svizzera: 1

2016
- Campionato Paulista: 2

2004, 2005
- Campionato Mineiro: 1

2008
- Coppa San Paolo: 4

2004, 2005, 2006, 2008
- Salonpas Cup: 1

2005

### Nazionale (competizioni minori)
- Universiade 2011
- Giochi panamericani 2015